# Волкодав. Самоцветные горы
«Волкода́в. Самоцве́тные го́ры» — фэнтези-роман российской писательницы Марии Семёновой, написанный в 2003 году (начало написания романа датируется 11 января 2000 года, окончание — 21 июля 2003 года). Заключительный роман серии книг «Волкодав», повествующей о приключениях воина по прозвищу Волкодав, последнего выжившего представителя веннского рода Серых Псов.

## Сюжет
В книге описываются три основные сюжетные линии.

### Путешествие Волкодава
Действие данного романа происходит сразу после действия романа «Волкодав. Знамение пути», закончившегося прибытием главного героя Волкодава и его кровного врага кунса Винитара на родину последнего, для того, чтобы осуществить поединок между ними.
Родина Винитара располагалась на острове Закатных Вершин, постепенно покрывавшемся ледником. Вследствие этого, растительный мир острова находился в упадке. Достигнув дома Винитара, путники узнали, что там начали жить людоеды — одичавшие потомки рабов, ранее принадлежащих жителям острова. Эти существа пытались напасть на путников, и Волкодаву, Винитару, а также лицедею по имени Шамарган, увязавшемуся за путниками, пришлось спасаться от преследователей-людоедов вместе.
Существа загнали их в пещеры ледника. У путников выхода не было, и они бежали вперёд. Пещера подкидывала им разнообразные препятствия, как и преследователи. В конце концов, единственным из них, способным действовать, остался Волкодав. Он помог Винитару и Шамаргану преодолеть последнее препятствие — узкий лаз в ледовой стене пещеры, — и трое путников оказались в тупике у Понора — аномальной ямы, дна у которой никто не мог обнаружить, пока сам не прыгал в неё, но оттуда никто не возвращался. Эта яма использовалась так, что жители острова скидывали туда младенцев, родившихся калеками; также в эту яму уходили и некоторые старики. Внезапно начавшая обрушиваться пещера заставила всех троих прыгнуть в Понор.
Понор оказался Вратами, переносившими путников в страну, под названием Велимор. Волкодав, Винитар и Шамарган оказались в озере, откуда их выловил парень по имени Атарох. Путники остались гостить в местности, называвшейся Другим Берегом. Вскоре Атароха убили, и убийце пришлось участвовать в поединке с Волкодавом. Затем героям сообщили о других Вратах, ведущих в Саккарем, которые затем были успешно пройдены путниками. Далее Волкодав, волей судьбы попавший вместе со спутниками в Чираху — город, где выросла Ниилит, — встретился там с Эврихом, который разбогател и у которого появились слуги — Тартунг и Афарга.
Волкодав узнал, что его бывшего ученика Винойра на днях продали в Самоцветные горы (которые, кстати, находились очень близко к этой местности), осудив за воровство, которого тот не совершал. Волкодаву, Винитару, Шамаргану и Эвриху приходится искать доказательства его невиновности. Это удаётся, путники получают от наместника грамоту о свободе Винойра, выкуп и вместе с Тартунгом и Афаргой отправляются по направлению к Самоцветным горам, чтобы догнать рабский караван. Догнав караван, Волкодав отдаёт всё необходимое Ксоо Таркиму — предводителю каравана — и Винойра освобождают. Караван следует дальше.
После этого Волкодав попрощался со спутниками и пошёл по направлению к Самоцветным горам, чтобы осуществить деяние, которое задумал и к которому его привёл ход событий не без вмешательства свыше, — чтобы продолжить разрушение Самоцветных гор, происходящее в их недрах. Через некоторое время Эврих проявил желание догнать караван Ксоо Таркима в познавательных целях. Все оставшиеся, кроме Винитара и Винойра, присоединяются к нему.
Волкодав добрался до Самоцветных гор раньше каравана и попал внутрь. Оповестил надсмотрщика Гвалиора, чтобы он спасал рабов от неминуемого разрушения гор, и спустился на последний уровень, где для предотвращения угрозы из недр были поставлены бронзовые ворота. С помощью Волкодава ворота были разрушены, и после этого началось полное разрушение Самоцветных гор, на месте которых впоследствии осталось большое озеро.
Волкодав после этого очутился на цветущем лугу. Из травы к нему поднялся Могучий Пёс, которого в его роду почитали больше всех, и который считался Предком всего рода. Пёс накинул на Волкодава свою шубу. «Это была величайшая честь, которой Предок мог удостоить Потомка».

### Путешествие Шаршавы и Оленюшки
Продолжается начатая в предыдущей книге сюжетная линия, в которой венны Шаршава Щегол и Оленюшка со спутниками начали путешествие на Кулижки. Они поплыли по реке Шатун и причалили к сегванскому поселению, старейшина которого принял их за других людей. Путники узнали, что представители поселения ждут псиглавцев — людей с лучшими боевыми собаками, нанятых, чтобы отомстить вельхскому поселению, причинившему им обиду в прошлом году. Это была ошибка набольшего, нанявшего наёмных бойцов. Тем временем Шаршава встретил выкупную рабыню Эрминтар, с которой жители обращались очень плохо, и решил похитить её из поселения.
Вечером того же дня псиглавцы причалили. Их собаки принялись доказывать своё лидерство перед другими собаками во всём поселении, и это им удавалось. По воле случая Шаршаве пришлось, защитив Эрминтар, убить главаря собак псиглавцев, при этом сильно повредив левую руку. Сразу же путники и Эрминтар поплыли из поселения прочь, а псиглавцы отправились за ними в погоню.
Когда псиглавцы догнали их, началась драка. Собаки Застоя и Игрица защищали своих хозяев — Шаршаву со спутниками. Тут появился Могучий Пёс (такой, каким стал Волкодав) и помог быстро справиться с псами и псиглавцами. Оленюшка вспомнила, как подарила Волкодаву хрустальную бусину — ту, которая теперь находилась на ошейнике у этого пса. Потом серая шуба пса внезапно стала спадать и открыла человеческое тело.

### Путешествие Хономера
Действие данной сюжетной линии происходит на континенте под названием Шо-Ситайн. Жрец Богов-Близнецов, по имени Хономер, ранее отравивший Волкодава и считающий его мёртвым, хотел посетить храм Матери Сущего племён итигулов, находящийся в горной местности. Храм не имел отношения к религии Хономера, жрец собрался посетить его, преследуя вероотступников Богов-Близнецов, отправившихся туда. Он хотел показать итигулам, насколько хороша религия Богов-Близнецов по сравнению с язычеством. Собравшись, жрец со своими спутниками отправился в путешествие.
Однако горная местность, называвшаяся Засечным Кряжем, не милостиво встретила их караван. Она доставила путешественникам немало неприятностей, которых другие люди, путешествующие этой дорогой, никогда не встречали. Сначала они не смогли пройти Зимние Ворота, через которые путники попадали в Долину Звенящих Ручьёв. Было принято решение заночевать возле Ворот, однако за ночь лагерь путников затопило. Из-за этого еда и почти всё имущество Хономера неисправимо попортилось.
Из-за нехватки еды путешественники решили поохотиться. Встретив диких быков, пасущихся неподалёку, они решили поохотиться на них. Хономер решил поучаствовать в охоте. Бык, которого выбрал Хономер, внезапно побежал от жреца (что диким быкам было не свойственно), и загнал его в местность, откуда жрец не смог самостоятельно вернуться, заблудившись в горах.
Хономер был обнаружен одним из путешественников своего каравана, проводником Ригномером Бойцовым Петухом, уже находясь в очень плохом состоянии. Только тогда они приняли решение вернуться в крепость, так и не добравшись до храма Матери Сущего.
В крепости Хономера поджидали новые проблемы. В частности, по неведомым причинам деревянные образа Близнецов, висевшие на входе в крепость, быстро разрушились. По мнению Орглиса, оставленного Хономером на время путешествия в своё заместительство, это могло случиться потому, что слепой Тервелг, родственник создателей образов, увидел во сне божественных Братьев, промывавших ему глаза, после чего его зрение начало восстанавливаться. Тервелг поклялся, что воссоздаст лики Братьев-Близнецов, какими он увидел их во сне.
Оказалось, что во сне Тервелг увидел Волкодава и Эвриха. Именно их увидел Хономер, впервые посмотрев на новые образа. После этого он без свидетелей покинул крепость и пошёл к святому месту под названием Зазорная стена, где долго молился. Его искали, но не нашли, и в крепость он не вернулся.
Через большой промежуток времени, холодной зимой, Хономер, обессиленный, добрался до поселения веннов. Его нашли, отнесли в поселение, где выходили. Роман заканчивается желанием жреца записать и сохранить сказания веннов.